# Герб Ташкента
Герб Ташкента (узб. Toshkent shahri gerbi / Тошкент шаҳрі гербі) — є офіційним символом столиці Узбекистану — міста Ташкента. Сучасна версія герба була прийнята у 1997 році, і трохи видозмінена у червні 2019 року.

## Опис
Герб являє собою східний круглий щит синього кольору, який з країв оточений квітами з Прапор Узбекистану Прапора Узбекистану. У центрі щита розташована арка блакитного кольору з відчиненими золотими старовинними східними візерунковими воротами. У центрі арки розміщено зображення трьох гірських снігових вершин синьо-блакитного кольору. Під аркою розташовується зелене дерево чинару, стовбур якого обгинають дві річки білого кольору. На верхньому краю щита латинськими літерами золотого кольору накреслено девіз «Kuch adolatdadir» (рос. «Сила у справедливості»). У нижній частині герба зображено золоту зігнуту стрічку з назвою міста латинським алфавітом сірого кольору. Кінці стрічки прикрашає з лівого боку помаранчевий виноградний грон з зеленим листям, з правого боку оранжеві квіти бавовни. Коржик, бавовна і виноград уособлюють сільське господарство, землю і працю, снігові вершини і чинар — багату природу Ташкента. Круглий східний щит є символом захисту.

## Історія

Герб Ташкента 1909 р.

Зображення герба м. Ташкента наведено у книзі П. П. фон-Винклера «Герби міст, губерній, областей і посад Російської Імперії, внесені до повних зборів законів з 1649 по 1900 рік», де вказується, що герб був «найвище затверджений» 5 липня 1878 року. Наведено опис, що повторює опис герба Сир-Дар'їнської області: У золотому щиті, блакитний хвилеподібний пояс, що супроводжується, вгорі і внизу, двома зеленими, перекинутими, виноградним листям. Щит увінчаний давньою Царською короною і оточений золотим дубовим листям, з'єднаним Олександрівською стрічкою».
У редакції герба Ташкента 1909 року, відповідно до геральдичної реформи Кене, дубове листя в обрамленні замінено виноградною лозою, що переплітається зі стрічкою, з листям і гронами, що символізувало міста, що займаються виноробством.
Герб міста Ташкента зразка 1981 року. Являє собою розгорнуту книгу із співвідношенням сторін як 2:3 із зображенням державного прапора республіки. У середній частині силует будівлі філії музею В. І. Леніна на тлі сонця, коробка бавовни, яка в нижній частині переходить у голуба. Замикає центр композиції шестерня. У верхній частині над книгою напис узбецькою мовою «Тошкент». Розкрита книга уособлює великі вчення Сходу та початок радянської науки у Середній Азії. Прапор республіки символізує столицю радянського Узбекистану. Коробочка бавовни, шестірня та голуб представляють Ташкент як столицю республіки, що бавиться, центр машинобудування, технічного прогресу, міста миру та дружби. Сонце і його тлі музей В.І.Леніна - місто сонця, чистого неба адміністративний і культурний центр радянського Узбекистану.

Старий герб Ташкента, який використовувався у 1997—2019 роках.

 Був прийнятий та затверджений у 1997 році за спільним проектом художника Джавлона Умарбекова та скульптора. У круговому полі зображені гори з річками, що стікають з них, дерево чинару, золотаві ворота. Девіз у верхній частині: "Kuch adolat dadir", у перекладі російською означає: "Сила в справедливості".
У липні 2018 року громадська рада за хокіміяту (адміністрації) міста Ташкента оголосила про проведення відкритого конкурсу на розробку нового герба Ташкента. Призовий фонд конкурсу становив 10 мільйонів сумів (приблизно 1170 доларів США за тодішнім курсом). У завдання розробників входило художніми та геральдичними засобами створити новий символ міста, що «викликає почуття гордості, патріотизму та єднання у ташкентців». Також було заявлено, що «новий символ Ташкента повинен об'єднати творчу інтелігенцію, підприємців та всіх жителів столиці у загальному процесі творення, а для туристів та гостей столиці стати легко впізнаваним знаком, який запрошує до міста, а після його відвідин нагадує про чудовий час, проведений у Ташкенті». До участі у конкурсі запросили спеціалістів, які мають відповідну освіту у сферах геральдики, образотворчого мистецтва, дизайну, графіки, ілюстрації, реклами.
До конкурсної комісії увійшли ряд графіків, художників, живописців, скульпторів, мистецтвознавців, дизайнерів, науковців, відомі громадські, культурні та державні діячі. До конкурсної комісії було також включено одного з авторів чинного герба Ташкента — Джавлона Умарбекова. Конкурс розпочався 16 липня, планувалося завершити його до 25 серпня, але комісія продовжувала приймати варіанти до середини вересня 2018 року. Було прийнято до розгляду 310 варіантів від 118 художників та дизайнерів.
З п'яти варіантів, що вийшли у фінал, комісія обрала проект ташкентського графічного дизайнера Юлії Затуловської. Герб має форму круглого щита фіолетового кольору із символічним зображенням кам'яних воріт із золотим «деревом мудрості» у створі, золотою дванадцятикутною зіркою у верхній частині та образом річки у нижній частині. На облямуванні щита внизу є напис Toshkent. Юлія Затуловська заявила, що перед початком роботи над проектом вона вивчила багато інформації та фактів з історії Ташкента, включаючи традиції ташкентської вишивки та прикладного мистецтва. За її визнанням, найскладнішим було створити «щось просте та лаконічне, але при цьому не примітивне». Для проекту було обрано образ або прообраз воріт і поняття «Ташкент» — кам'яне місто, фортеця, яке «при цьому відкрите, стабільне, захищене і гостинне». Дванадцять ніш навколо арки символізують 12 воріт Ташкента.
У січні 2019 року проект Юлії Затуловської був представлений на обговорення міському Кенгашу (Раді) народних депутатів, де вирішили спочатку «отримати думку городян, яка обов'язково буде взята до уваги при поданні кращого проекту для затвердження з боку хокіміяту міста». Після публікації у ЗМІ зображення нового потенційного герба Ташкента, в узбекистанських ЗМІ та особливо в узбекистанському сегменті соцмереж пройшли активні обговорення. Були ті, хто схвалив новий дизайн, і ті, хто його категорично не прийняв і піддав пропонований варіант герба жорсткій критиці. Новий дизайн називали «зайво простим та примітивним». Згодом запропонований Затуловський варіант не ухвалили і залишили колишній герб зразка 1997 року.
14 червня 2019 року хокіміят Ташкента представив оновлений діючий герб міста. У хокіміяті, зокрема, заявили: «Ми провели легкий рестайлінг і осучаснили елементи. Ви можете помітити, що ми не додали нічого принципово нового».

## Див також
- Прапор Ташкенту